# Kragujevac
Pour les articles homonymes, voir Kragujevac (homonymie).
Kragujevac (en serbe cyrillique : Крагујевац) est une ville serbe située dans le district de Šumadija. Kragujevac est le centre administratif du district. Au recensement de 2011, la ville intra muros comptait 150 835 habitants et son territoire métropolitain, appelé ville de Kragujevac (Град Крагујевац et Grad Kragujevac), avec les cinq municipalités qui le composent, 179 417.
Kragujevac est, par sa population, la quatrième ville de Serbie après Belgrade (1 659 440 hab), Novi Sad (370 101 hab) et Niš (250 518 hab). Elle est située sur les rives de la rivière Lepenica.
La ville a été fondée en 1476. Entre 1818 et 1839, sous le règne du prince Miloš Obrenović, Kragujevac fut la capitale de la principauté de Serbie. Le premier lycée du pays y ouvrit ses portes en 1833, ainsi que la première imprimerie du pays. La ville fut dotée d'un Théâtre national en 1835, puis d'une Académie militaire en 1837. Après la Haute école de Belgrade, une université y fut créée en 1838 et l'actuelle université de Kragujevac y fut instituée en 1976.
Kragujevac est également connue pour ses usines d'armement et pour l'usine de construction automobile Zastava, qui produit la Yugo, la Florida, la Zastava 10 (Punto sous licence Fiat) ainsi que la Skala. Depuis la fusion FIAT avec Chrysler, FCA y produit les modèles 500L.

## Géographie
Kragujevac est située au centre de la Serbie dans la région géographique de la Šumadija (Choumadie), sur les bords de la rivière Lepenica. Elle est entourée par les monts Rudnik, Crni vrh et par les Gledićke planine (922 m). Le mont Crni Vrh, qui culmine à 707 m, est situé à l'est de la ville et s'étend entre les rivières Lepenica, Ždraljica, Belica et Velika Morava ; parmi ses sommets les plus importants, on peut citer les monts Selakovo brdo (541 m) à Velika Sugubina, Kotrljane (570 m) à Bukorovac, Drenak (553 m) à Gornje Komarice et Pečene Livade (500 m) à Donje Komarice. Les Gledićke planine, ainsi nommées d'après le village de Gledić près de Kraljevo, culminent à 922 m au mont Samar ; sur le territoire de la ville de Kragujevac, elles sont bordées par les rivières Lepenica, Grošnicka reka, Ždraljica, Pčelička et Dulenska reka et leurs pics les plus importants sont la Stražara (652 m) à Donja Sabanta, le Guvnište (657 m) à Velike Pčelice, le Klik (492 m) à Grošnica, la Vučja kosa (587 m), le Crni vrh (895 m), le Gomile (793 m), l'Iverak (777 m) et le Veliki vis (778 m). Au nord-ouest de Kragujevac, la municipalité de Stragari s'étend en partie sur les pentes sud-est des monts Rudnik ; sur le territoire de la Ville, les pics principaux de cette montagne sont le Pavitlije (854 m) et la Garevica (829 m).

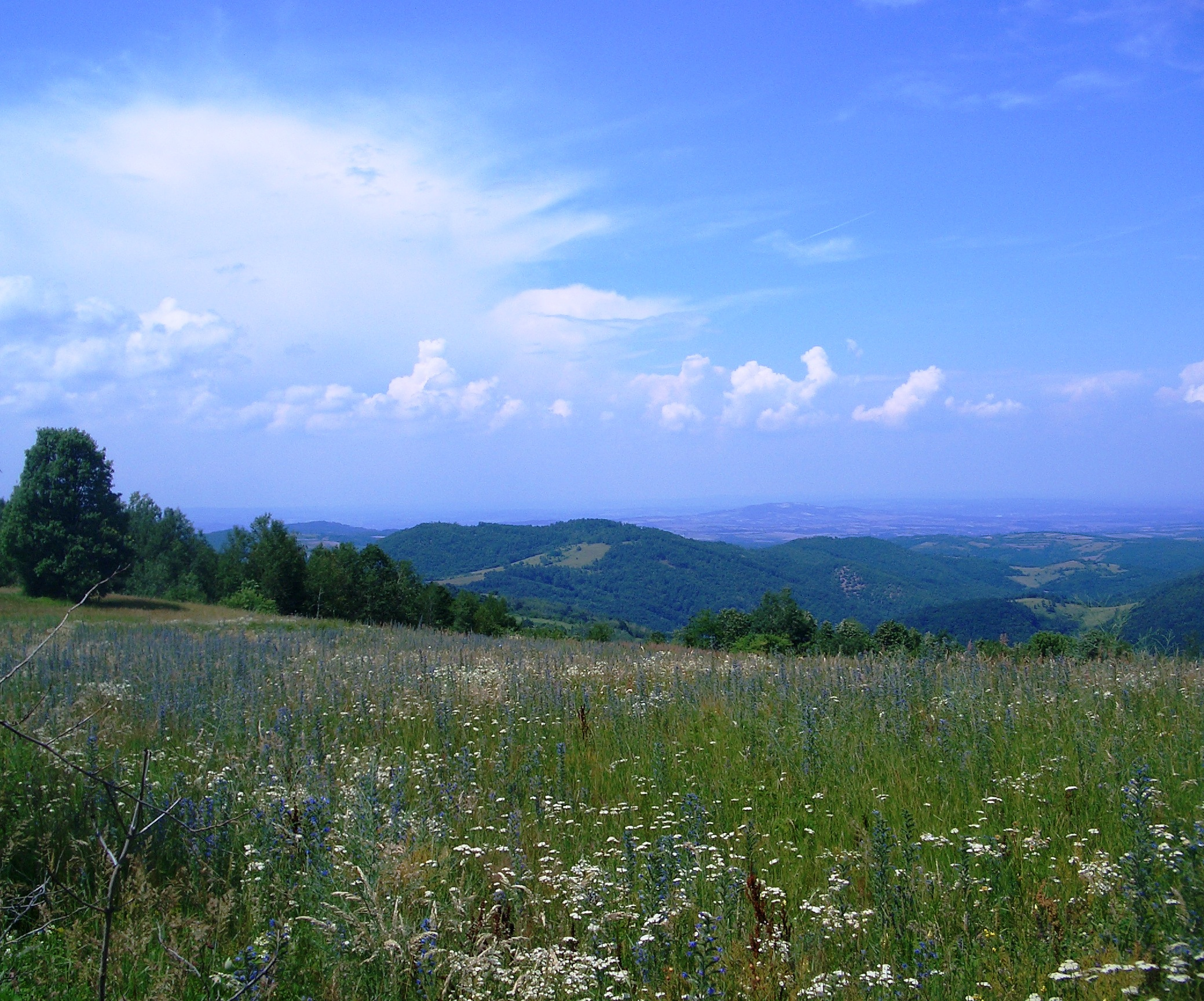
Le mont Crni vrh

Le territoire de la ville de Kragujevac, riche en sources, est parcouru par de nombreuses rivières. La Lepenica prend son origine dans les monts Gledićke planine et se jette dans la Velika Morava après une course de 48 km ; elle reçoit les eaux de nombreux petits affluents comme la Dračka reka, le Divostinski potok, l'Erdoglijski potok, le Sušički potok, la Petrovačka reka et le Cvetojevački potok sur sa gauche, ou encore la Grošnička reka, la Ždraljica, le Bresnički potok et le Kormanski potok sur sa droite. Parmi les autres rivières importantes de la région figurent la Dulenska reka (37,5 km), qui unit ses eaux à celles de la Županjevačka reka pour former le Lugomir, la Belica (34,5 km) et l'Osanica (28 km), ces trois rivières appartenant au bassin versant de la Velika Morava. La municipalité de Stragari, quant à elle, est traversée par la Jasenica (70 km), la Srebrnica (12 km) et la Gruža (77 km). La Jasenica et la Gruža sont également des affluents de la Velika Morava.

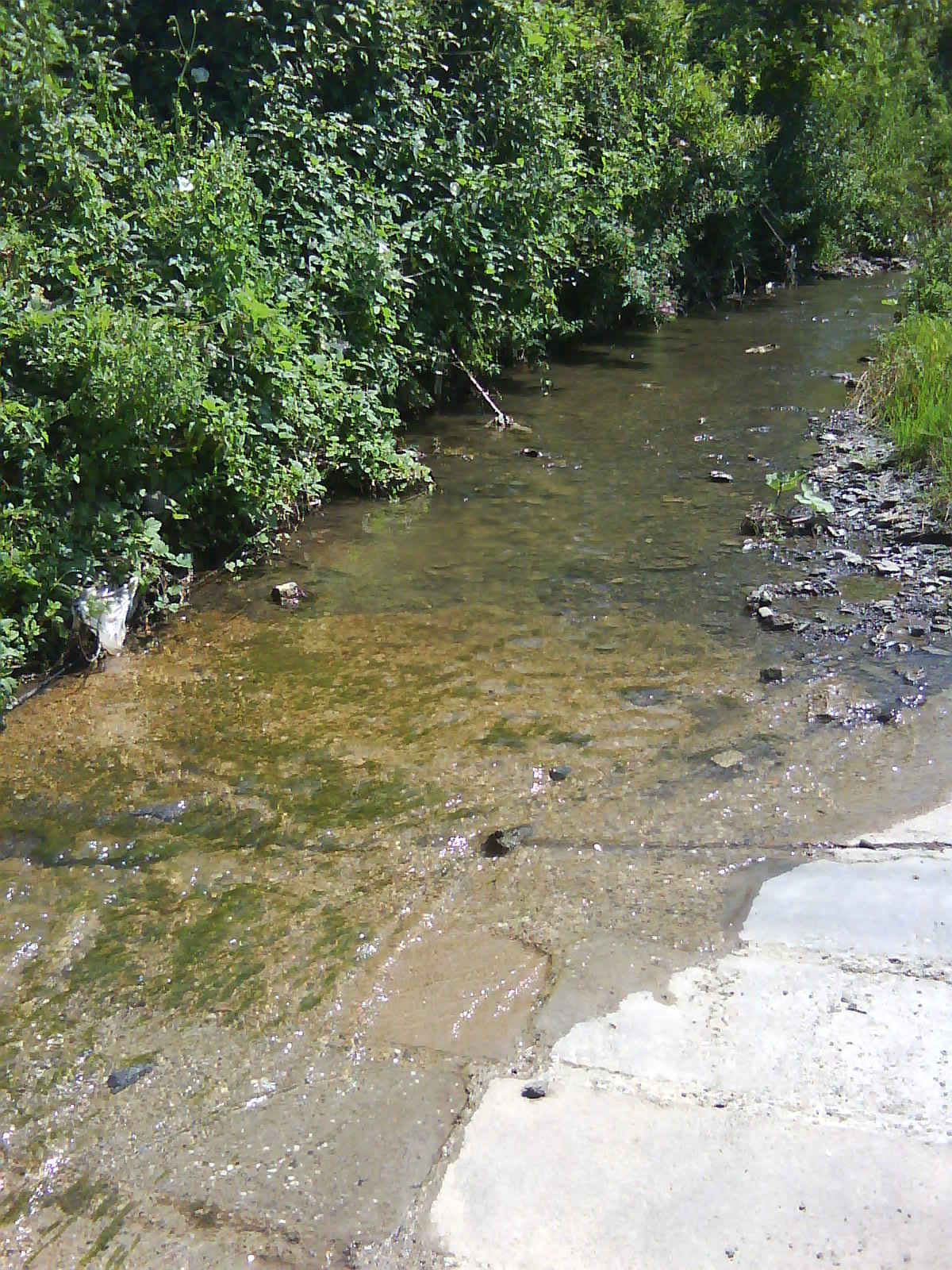
La Dulenska reka

La Ville possède également plusieurs lacs artificiels, comme le lac de Grošnica (en serbe : Grošničko jezero), créé par la construction d'un barrage sur la Grošnicka reka dans les années 1930, et le lac de Dulene (Dulensko jezero) sur la Dulenska reka.

## Climat
La station météorologique de Kragujevac, située à 185 m d'altitude, enregistre des données depuis 1889 (coordonnées 44° 02′ N, 20° 56′ E).
La température maximale jamais enregistrée à la station a été de 43,9 °C le 24 juillet 2007 et la température la plus basse a été de −30,7 °C le 11 février 1929. Le record de précipitations enregistrées en une journée a été de 87,6 mm le 10 juillet 1999. La couverture neigeuse la plus importante a été de 69 cm le 21 février 1954.
Pour la période de 1961 à 1990, les moyennes de température et de précipitations s'établissaient de la manière suivante :
| Mois                                       | Janv | Fév  | Mars | Avr  | Mai  | Juin | Juil | Août | Sept | Oct  | Nov  | Déc  | Année |
| ------------------------------------------ | ---- | ---- | ---- | ---- | ---- | ---- | ---- | ---- | ---- | ---- | ---- | ---- | ----- |
| Températures maximales moyennes (°C)       | 3,4  | 6,6  | 11,7 | 17,7 | 22,4 | 25,3 | 27,3 | 24,1 | 18,3 | 18,3 | 11,3 | 5,2  | 16,7  |
| Températures moyennes (°C)                 | -0,8 | 1,9  | 6,1  | 11,4 | 16,2 | 19,2 | 20,7 | 20,3 | 16,6 | 11,2 | 5,9  | 1,2  | 10,8  |
| Températures minimales moyennes (°C)       | -4,6 | -2,2 | 1,0  | 5,2  | 9,9  | 12,9 | 14,1 | 13,4 | 10,1 | 5,4  | 1,5  | -2,4 | 6,2   |
| Moyennes mensuelles de précipitations (mm) | 43,9 | 39,4 | 44,1 | 56,4 | 78,8 | 86,0 | 58,6 | 45,0 | 44,2 | 38,3 | 57,7 | 55,0 | 647,5 |

## Histoire

### Les origines
Plus de deux cents sites archéologiques situés dans la région de la Šumadija attestent d'une présence humaine dès le Paléolithique. Après la chute du despotat de Serbie en 1459, la région de Kragujevac passa sous la domination de l'Empire ottoman. La première mention de la ville remonte à des archives turques (le Tapu-Defter) datées de 1476, son nom provenant d'un certain Kraguj, propriétaire du domaine sur lequel fut édifiée la ville ou, selon une autre tradition, du mot kraguj, qui désigne une espèce d'épervier commune dans la région; à cette époque, la localité comptait 32 foyers.

## Moyen Âge et période ottomane

### LeXIXesiècle

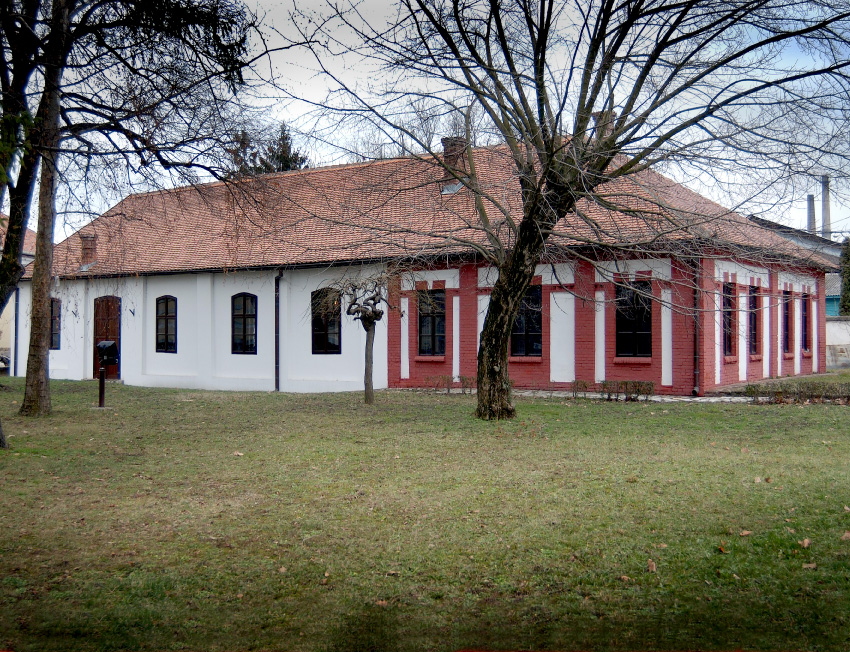
L'Ancien parlement

La prospérité de Kragujevac remonte aux lendemains du premier et du second soulèvement serbe contre les Ottomans : la ville fut libérée de la domination turque en 1818 et le prince Miloš Obrenović en fit alors la capitale de la principauté de Serbie. Kragujevac resta la capitale du pays jusqu'en 1841, puis elle fut supplantée dans cette fonction par Belgrade. La première constitution serbe y fut proclamée en 1835. En tant que capitale, la ville connut un important développement et, par les réalisations alors accomplies, la ville est parfois encore connue sous le surnom de « Première en Serbie » : première capitale de l'État serbe moderne, elle accueillit la première cour de justice en 1820, la première école secondaire en 1833, le premier théâtre en 1835, le premier lycée en 1838 etc. Centre intellectuel réputé, Kragujevac fut fréquentée par de nombreux savants et de nombreux artistes.
À partir de 1851, la ville connut un important essor avec l'installation d'une fonderie de canons et, de fait, aux XIXe et XXe siècles, la première industrie de Kragujevac fut celle de l'armement, encore favorisée lorsque la ligne de chemin de fer Belgrade–Niš fut inaugurée en 1886. La première centrale électrique du pays y fut construite en 1884.
Pendant la Première Guerre mondiale, en 1914 et 1915, Kragujevac redevint un temps la capitale du royaume de Serbie ; elle hébergea alors de nombreuses institutions du pays, et en particulier le haut commandement de l'armée.

### La Seconde Guerre mondiale

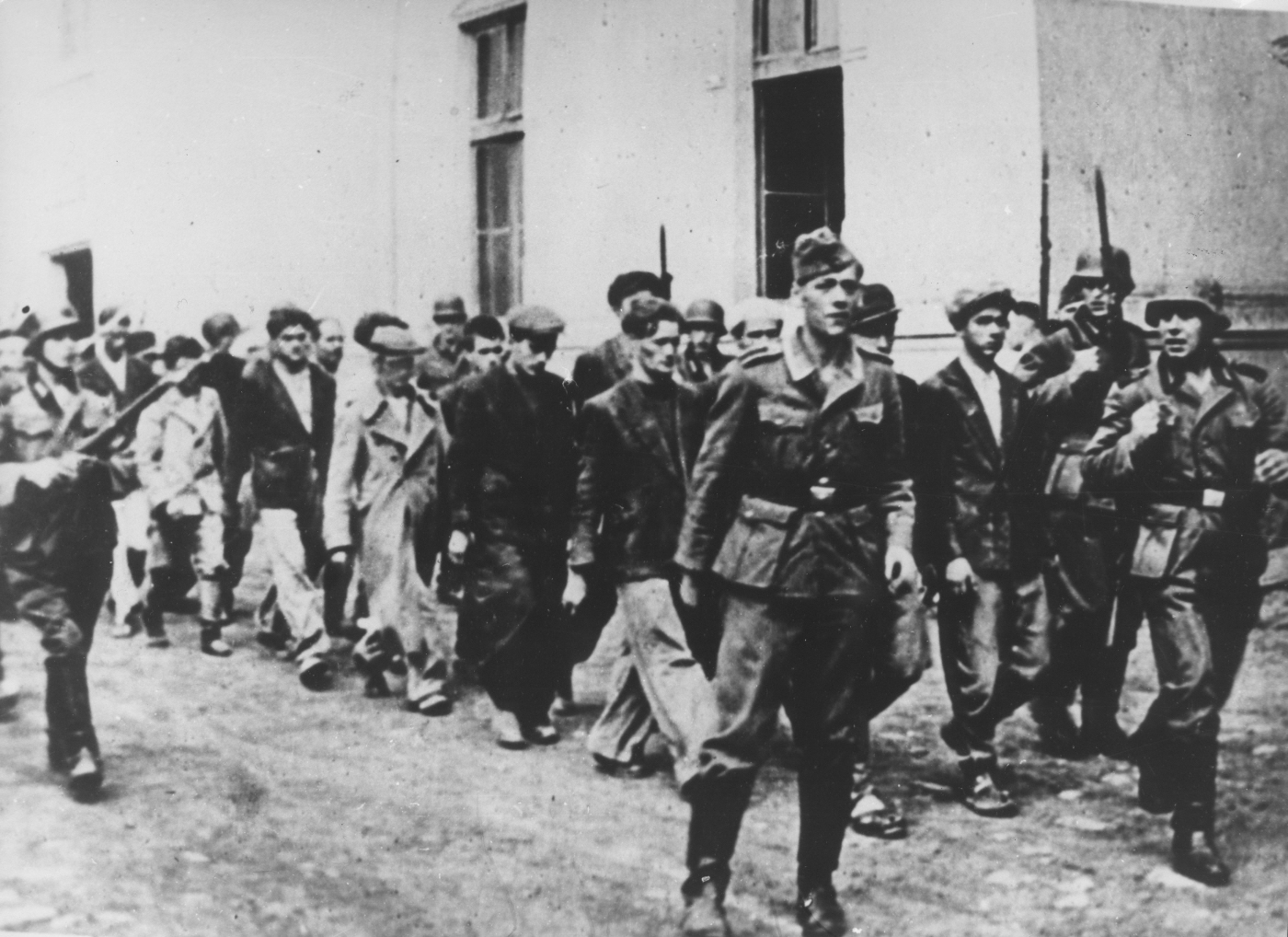
L'arrestation des habitants de Kragujevac par les nazis, 21 octobre 1941

Le 6 avril 1941, Belgrade avait été bombardée par l'aviation allemande et le 17 avril 1941, le royaume de Yougoslavie avait dû capituler. Dès le mois de mai, Draža Mihailović, un fidèle partisan de la monarchie, coordonna l’action des résistants tchetniks contre les occupants nazis et Josip Broz Tito, à la tête des partisans communistes, entra en résistance à partir de juillet. Le 16 septembre, Hitler signa l'ordre de pacifier les Balkans « par les moyens les plus énergiques ». Du 16 septembre au 2 décembre 1941, Franz Böhme exerça la fonction de gouverneur militaire en Serbie, avec comme mission d'appliquer l'ordre en Serbie. La règle fut d’exécuter 100 Serbes ou Juifs pour tout Allemand tué. Le 19 octobre 1941, en représailles à la mort de soldats allemands, Böhme ordonna le massacre de Kragujevac ; le 21 octobre et les jours suivants, environ 5 000 civils furent exécutés, faisant de Kragujevac une ville martyre au même titre qu'Oradour-sur-Glane ou Lidice. Parmi les morts, on compte un grand nombre de jeunes gens, arrêtés dans leur école ou dans leur lycée. Encore aujourd'hui, le monument en l'honneur des élèves tués lors de ce massacre est considéré comme un symbole de Kragujevac. Cette atrocité a inspiré à la poétesse Desanka Maksimović son poème intitulé Krvava bajka, le « conte de fée sanglant ».

### Après la Seconde Guerre mondiale

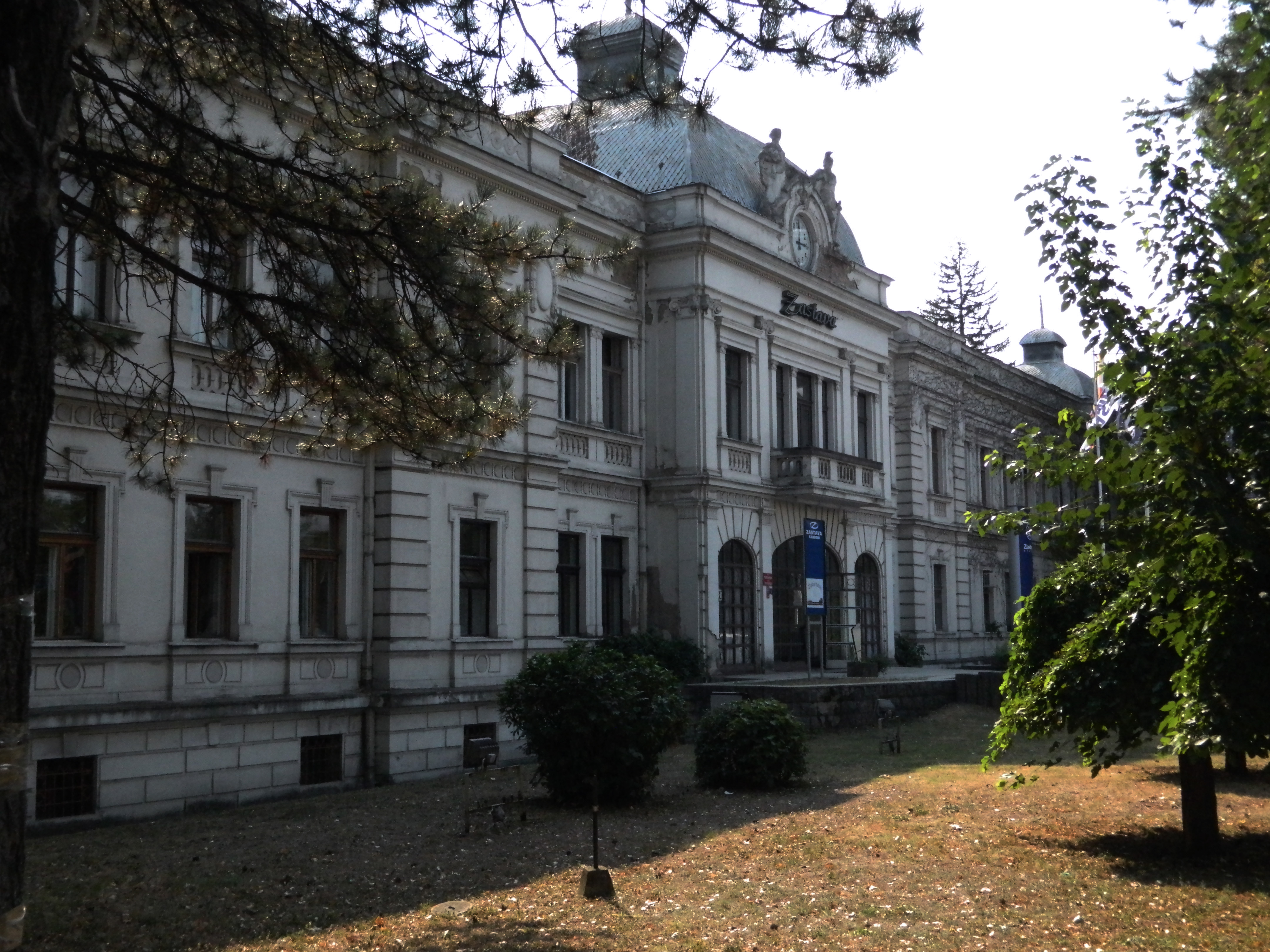
L'usine Zastava

Après la guerre, Kragujevac connut un important développement industriel. La ville exporta des automobiles, des camions et toutes sortes de véhicules destinés à l'industrie. Parmi ses autres activités, on peut citer les armes de chasse, l'industrie du cuir et le textile. La plus grande entreprise de la ville fut l'usine Zastava, grand fournisseur pour l'emploi local.
En revanche, à l'époque de Slobodan Milošević, l'industrie de Kragujevac subit une crise importante, en raison des sanctions économiques prises par la communauté internationale contre la Serbie. Le centre industriel Zastava (automobile, armement) fut détruit par les bombardements de l’OTAN en 1999. En 2004, il fut complètement reconstruit ; il exporte des armes réputées pour la qualité de leur acier. Kragujevac est également la ville des constructeurs automobiles : on y fabriqua la Zastava Z10 by Fiat, une Fiat Punto II rebadgée Zastava puis la Fiat Punto Classic jusqu’en 2011.
Depuis 1976, Kragujevac est également devenue le siège de l'université de Kragujevac.

## Organisation administrative de laVillede Kragujevac
Kragujevac fait partie des 23 « villes » (au singulier : Град / Grad ; au pluriel : Градови / Gradovi) qui, en plus de Belgrade, sont officiellement définies par la loi sur l'organisation territoriale de la république de Serbie votée par l'Assemblée nationale du pays le 28 décembre 2007 ; cette entité territoriale porte le nom de ville de Kragujevac (en serbe : Град Крагујевац et Grad Kragujevac) et comprend, outre la cité de Kragujevac intra muros, tout son territoire métropolitain. Ce territoire est à son tour divisé en cinq municipalités : Aerodrom, Pivara, Stanovo, Stari grad et Stragari. Aerodrom, Pivara et Stanovo englobent chacune une partie de la ville de Kragujevac proprement dite mais aussi un certain nombre de localités périurbaines ; Stari grad recouvre le centre le plus ancien de la cité. Seule la municipalité de Stragari n'intègre pas de partie de la ville au sens restreint du terme. Chaque municipalité est à son tour divisée en plusieurs communautés locales (en serbe : Месна заједница et Mesna zajednica) ; dans la ville in muros, ces communautés correspondent à des quartiers, tandis que dans les zones périurbaines, elles correspondent la plupart du temps à des localités.

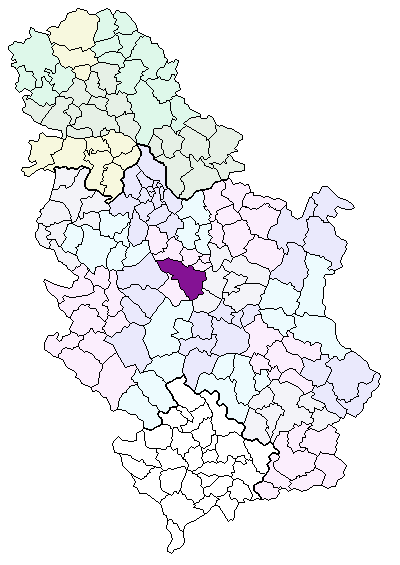
Localisation de la Ville de Kragujevac
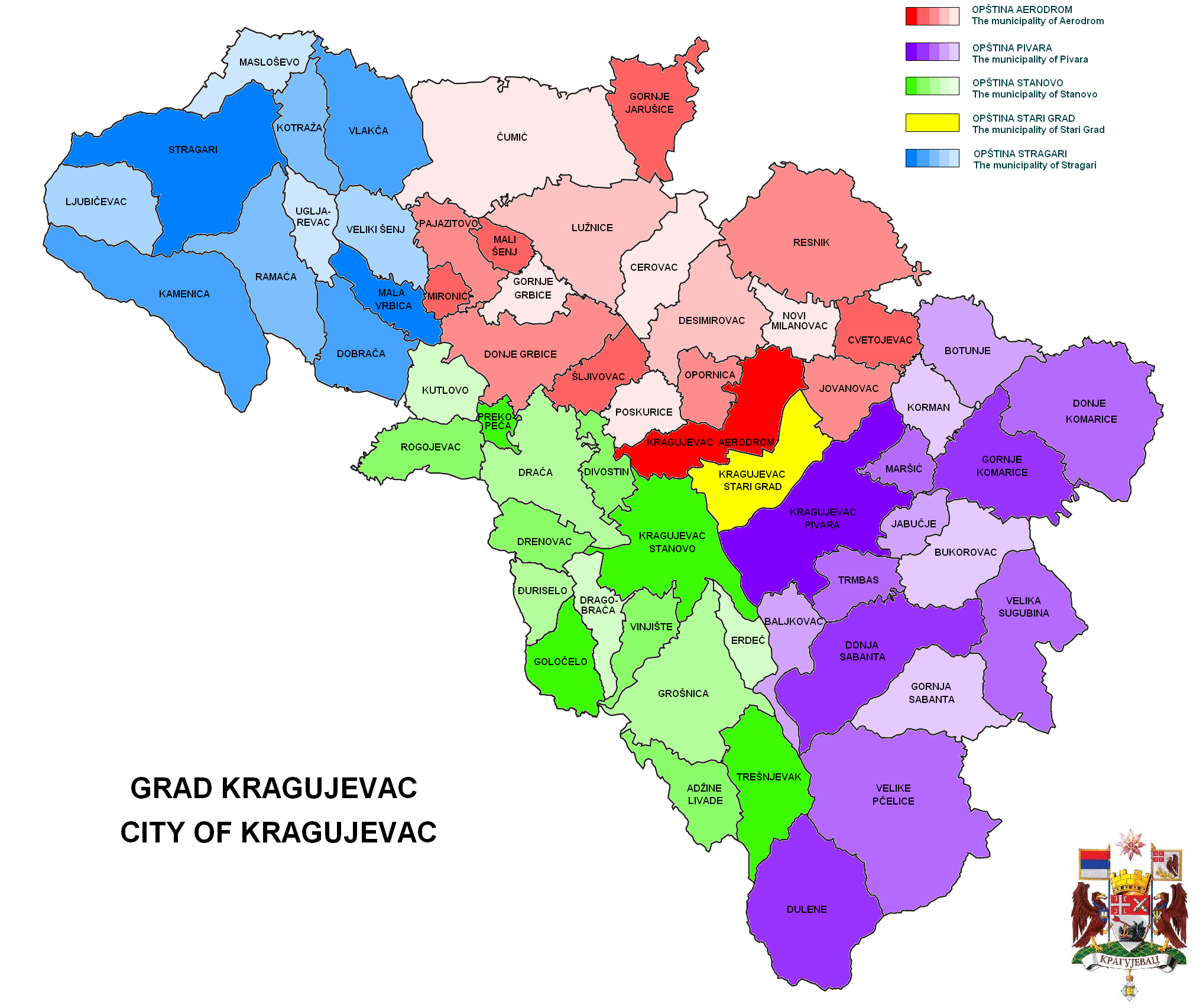
Municipalités et localités de la Ville de Kragujevac

### Localités de laVillede Kragujevac

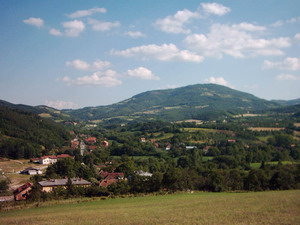
Le village de Stragari, avec vue sur le mont Ramaćski vis (813 m)

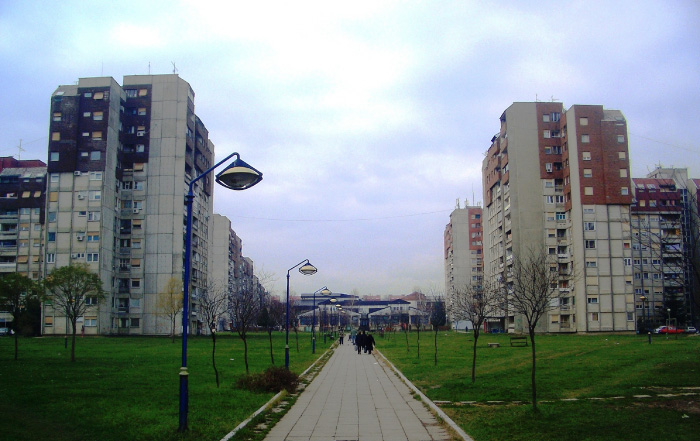
Aerodrom
| - Cerovac - Čumić - Cvetojevac - Desimirovac - Donje Grbice - Gornje Grbice | - Gornje Jarušice - Jovanovac - Kragujevac (en partie) - Lužnice - Mali Šenj - Mironić | - Novi Milanovac - Opornica - Pajazitovo - Poskurice - Resnik - Šljivovac |

Pivara
| - Baljkovac - Botunje - Bukorovac - Velika Sugubina - Velike Pčelice | - Gornja Sabanta - Gornje Komarice - Donja Sabanta - Donje Komarice - Dulene | - Jabučje - Korman - Kragujevac (en partie) - Maršić - Trmbas |

Stanovo
| - Adžine Livade - Divostin - Drača - Dragobraća - Drenovac | - Đuriselo - Erdeč - Goločelo - Grošnica - Kragujevac (en partie) | - Kutlovo - Prekopeča - Rogojevac - Trešnjevak - Vinjište |

Stragari
| - Stragari - Veliki Šenj - Vlakča - Dobrača - Kamenica - Kotraža | - Ljubičevac - Mala Vrbica - Masloševo - Ramaća - Ugljarevac |

## Démographie

### Kragujevacintra muros

#### Évolution historique de la population
| 1948   | 1953   | 1961   | 1971   | 1981    | 1991    | 2002    | 2011    |
| ------ | ------ | ------ | ------ | ------- | ------- | ------- | ------- |
| 39 324 | 48 702 | 63 347 | 92 985 | 129 017 | 147 305 | 146 373 | 147 281 |

### Villede Kragujevac (ex-municipalité)

#### Évolution historique de la population
| 1948   | 1953   | 1961    | 1971    | 1981    | 1991    | 2002    | 2011    |
| ------ | ------ | ------- | ------- | ------- | ------- | ------- | ------- |
| 85 468 | 93 465 | 105 701 | 130 551 | 164 823 | 176 354 | 175 802 | 177 468 |

## Religion
Les chrétiens serbes orthodoxes constituent la plus importante communauté religieuse de la Ville de Kragujevac, avec 169 695 fidèles, soit 96,53 % de la population.

## Politique

### Généralités

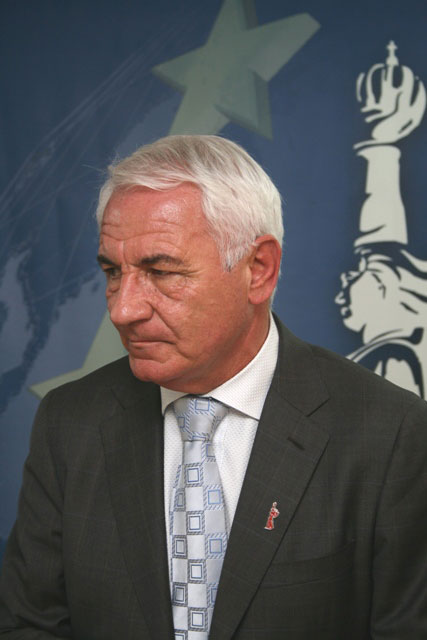
Veroljub Stevanović, ancien maire de Kragujevac

En tant que Ville (en serbe : Град et Grad), Kragujevac est dotée d'un maire (gradonačelnik) élu pour quatre ans, qui exerce des fonctions représentatives et exécutives, ainsi que d’un gouvernement ou conseil municipal (en serbe : gradsko veće). Une assemblée municipale (skupština grada), composée de 87 membres, est élue pour quatre ans en même temps que le maire ; elle représente le pouvoir législatif de la Ville.
À un niveau administratif inférieur, chaque municipalité composant la Ville, à l'instar des autres municipalités de Serbie, dispose à son tour d'un président (en serbe : predsednik opštine) et d'une assemblée (en serbe : supština opštine) et est dotée d'un gouvernement local. Les communautés locales, quant à elles, ont à leur tête un président et un conseil.

### Personnalités
Depuis 1996, la vie politique de la ville de Kragujevac est dominée par la personnalité de Veroljub Stevanović. Né en 1946 et diplômé de la faculté de génie mécanique de l'université de Kragujevac, membre du Mouvement serbe du renouveau, Veroljub Stevanović a été le premier maire démocratiquement élu de la Ville (1996-2001) et, en 2004, le premier maire élu au suffrage universel direct pour la mandature 2004-2008. À l'occasion des élections locales serbes de 2008, le parti régional créé par Stevanović, Ensemble pour Kragujevac, s'est allié avec le parti G17 Plus pour former l'alliance Tous ensemble pour Kragujevac. Cette coalition a remporté 41 sièges sur les 87 de l'assemblée municipale et Veroljub Stevanović a été reconduit dans ses fonctions de maire. Parallèlement à sa vie politique locale, Stevanović assure des responsabilités au niveau national. Veroljub Stevanović s'est présenté sur la liste du G17 Plus au sein de la grande alliance électorale Pour une Serbie européenne du président Boris Tadić, ce qui lui a valu un mandat de député à l'Assemblée nationale de la république de Serbie.
Parmi les autres personnalités politiques importantes originaires de la ville figurent Saša Milenić, né en 1967, ancien professeur de philosophie au premier lycée de Kragujevac, membre du parti Ensemble pour Kragujevac et président de l'assemblée municipale et Slavica Đukić Dejanović, née en 1951, membre du Parti socialiste de Serbie et actuelle présidente de l'Assemblée nationale de Serbie.

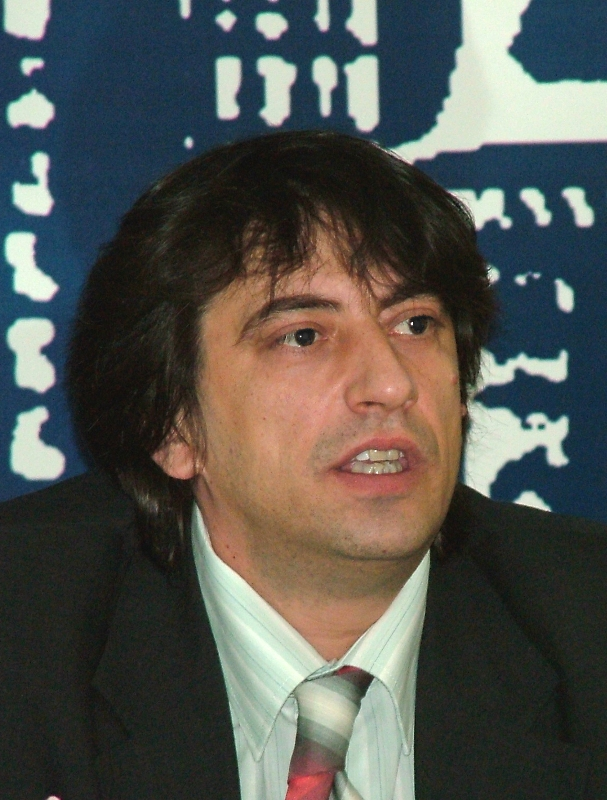
Saša Milenić

### Élections de 2004
À la suite des élections locales serbes de 2004, les 87 sièges de l'assemblée municipale de Kragujevac se répartissaient de la manière suivante :
| Parti                                        | Sièges |
| -------------------------------------------- | ------ |
| Ensemble pour Kragujevac                     | 28     |
| Parti démocratique                           | 18     |
| Parti radical serbe                          | 13     |
| Parti socialiste de Serbie                   | 8      |
| Parti démocratique de Serbie                 | 6      |
| Mouvement Force de la Serbie                 | 5      |
| Liste « Za naš grad » (« Pour notre ville ») | 5      |
| Nouvelle Serbie                              | 4      |

### Élections de 2008

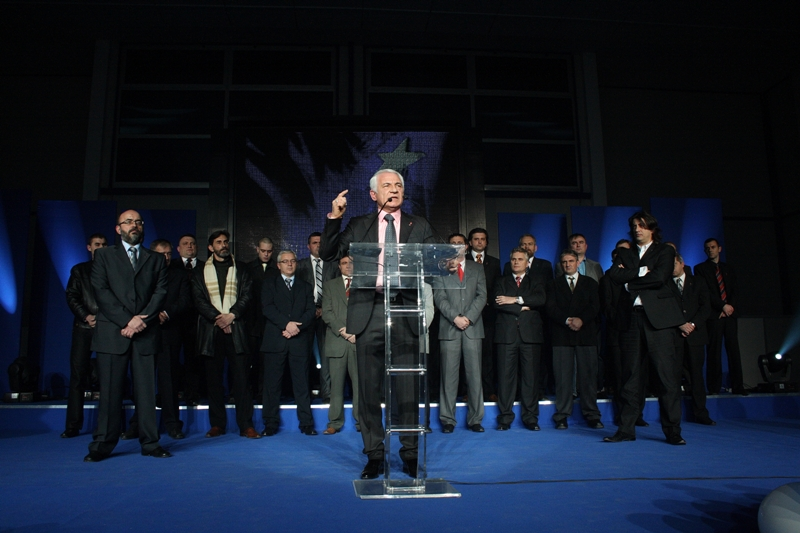
Veroljub Stevanović, le 2 mai 2009

À la suite des élections locales serbes de 2008, les 87 sièges de l'assemblée municipale de Kragujevac se répartissaient de la manière suivante :
| Parti                                          | Sièges |
| ---------------------------------------------- | ------ |
| G17 Plus - Ensemble pour Kragujevac            | 41     |
| Parti radical serbe                            | 18     |
| Pour une Serbie européenne                     | 14     |
| Parti socialiste de Serbie et alliés           | 8      |
| Parti démocratique de Serbie - Nouvelle Serbie | 6      |

Depuis ces élections, Veroljub Stevanović, le maire de la ville, est assisté de son maire adjoint (Zamenik gradonačelnika) Nebojša Zdravković, membre du G17 Plus. Saša Milenić est l'actuel président de l'assemblée municipale (predsednik skupštine) et il est accompagné d'un président adjoint (zamenik predsednika skupštine) en la personne de Miodrag Nikolić, membre de la coalition politique formée par le Parti socialiste de Serbie, le Parti des retraités unis de Serbie et le parti Serbie unie.
Après ces élections, Veroljub Stevanović a fondé le mouvement Ensemble pour la Šumadija, dont le congrès exécutif a eu lieu le 2 mai 2009 à Kragujevac.

### Élections de 2012
À la suite des élections locales serbes de 2012, les 87 sièges de l'assemblée municipale de Kragujevac se répartissaient de la manière suivante :
| Parti | Sièges |
| --- | ------ |
| Régions unies de Serbie                                                                                     | 37     |
| Donnons de l'élan à Kragujevac (Parti progressiste serbe, Nouvelle Serbie, Mouvement Force de la Serbie...) | 18     |
| Un choix pour une vie meilleure                                                                             | 12     |
| Parti socialiste de Serbie, Parti des retraités unis de Serbie, Serbie unie                                 | 10     |
| Parti démocratique de Serbie                                                                                | 5      |
| Preokret | 5      |

Veroljub Stevanović, membre de la coalition des Régions unies de Serbie et chef du mouvement Ensemble pour la Šumadija, a été réélu maire de la ville de Kragujevac.

## Architecture

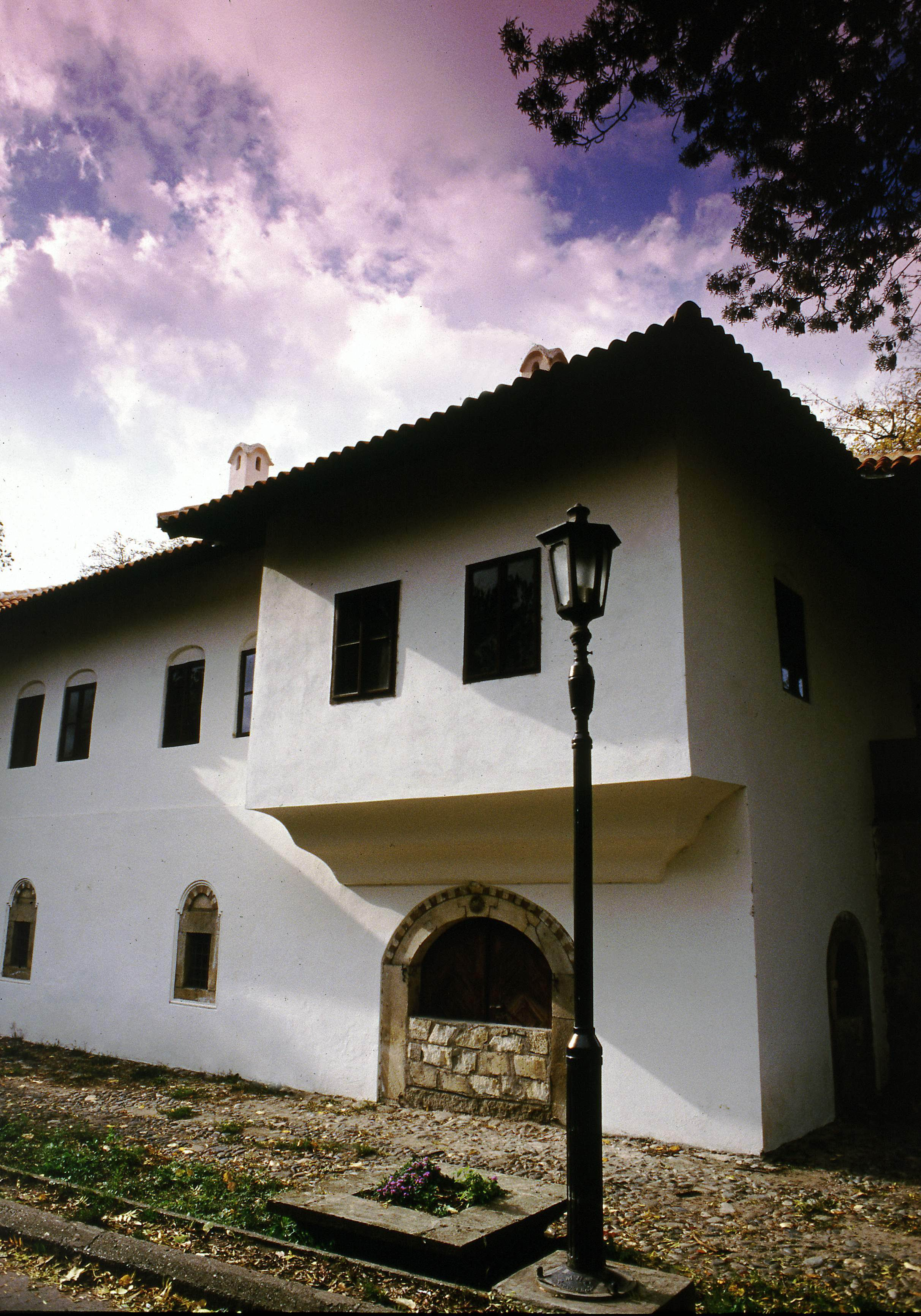
Le konak Amidža

Kragujevac offre une architecture extrêmement variée. Si l'architecture de la période turque a aujourd'hui complètement disparu, certains édifices témoignent d'une influence de cette architecture sur les constructions plus occidentalisantes du début du XIXe siècle, au moment où Kragujevac était la capitale de la principauté de Serbie, officieusement autonome vis-à-vis de la Sublime Porte. Dans cet esprit de fusion entre les styles orientaux et occidentalisants, on peut citer le konak Amidža, un konak construit par le prince Miloš Obrenović dans les années 1820 dans un style typiquement balkanique ; cet édifice faisait à l'origine partie d'un grand ensemble construit par le prince pour sa famille et dont il reste le seul vestige. Cette architecture allait perdurer en Serbie pendant toute la première moitié du XIXe siècle, ainsi qu'en témoignent d'autres réalisations plus tardives du prince Miloš à Belgrade, comme le konak Milošev (1829-1831) et le konak de la princesse Ljubica (1829-1831).
L'église de la Descente du Saint-Esprit a également été construite sur les ordres du prince en 1818 ; l'intérieur de l'édifice fut décoré entre 1818 et 1822. Le nouveau clocher de l'église a été édifié en 1859.
L'ancien parlement de Kragujevac fut édifié dans la cour de l'église. La première réunion de l'Assemblée de Serbie y eut lieu en 1859. C'est également à cet endroit qu'eut lieu, en 1878, la ratification du traité de Berlin qui accordait à la Serbie une indépendance totale vis-à-vis de l'Empire ottoman. Le bâtiment, rénové en 1992, abrite aujourd'hui une partie des collections du musée national de Kragujevac. La résidence du prince Michel a été construite en 1860. Encore une fois, son architecture illustre le mélange des traditions locales et de la tradition architecturale européenne. Le bâtiment accueille lui aussi une partie des collections du musée national. Les bâtiments actuels du premier lycée ont été construits entre 1884 et 1888, selon des plans conçus par le ministère du Génie civil. Il est un des plus anciens bâtiments de Kragujevac édifiés dans un style européen, dans la lignée des anciens bâtiments construits en 1833.
Parmi les constructions du XXe siècle, on peut citer le musée mémorial du 21 octobre, un édifice en briques rouges de 33 tourelles dessiné par les architectes Ivan Antić et Ivanka Raspopović et construit en 1975-1976. Les reliefs des portes d'entrée sont dus au sculpteur et académicien Nikola Janković.

## Culture

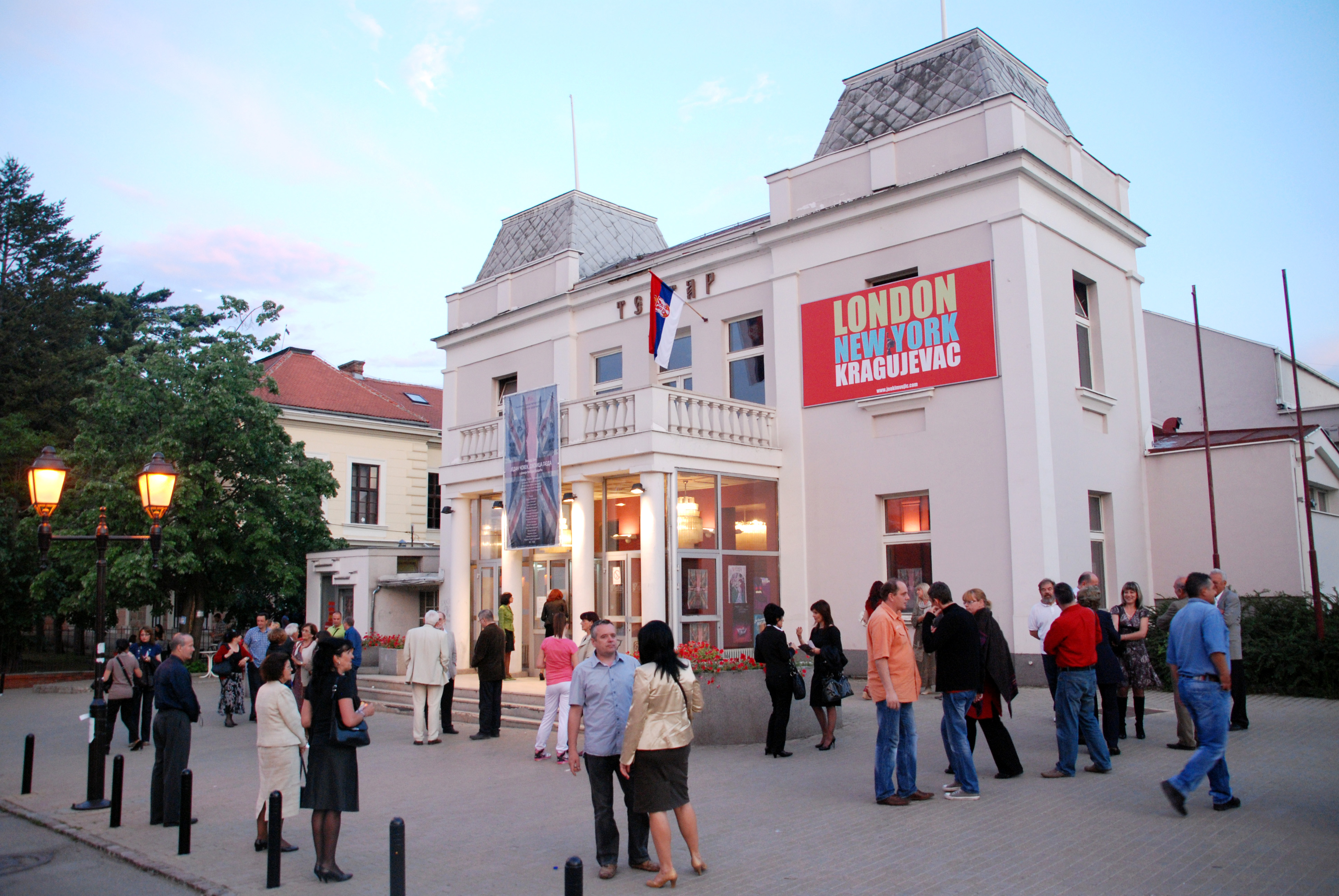
Le Knjaževsko-srpski teatar à Kragujevac

Parmi les institutions culturelles les plus importantes de la ville, figure le Knjaževsko-srpski teatar ou « Théâtre de cour serbe », fondé en 1835 par Joakim Vujić, un écrivain et dramaturge serbe, à l'initiative du prince Miloš Obrenović ; il fut en son temps le premier théâtre professionnel de Serbie ; longtemps connu sous le nom de Teatar Joakim Vujić en hommage à son fondateur, il a repris son ancien nom de Knjaževsko-srpski teatar en 2007, à la suite d'une décision de l'assemblée de la ville de Kragujevac. Il dispose d'une troupe constituée de vingt-cinq acteurs. Le Knjaževsko-srpski teatar est à l'origine de trois événements culturels importants de la ville de Kragujevac. Il organise le JoakimFest, dont la 6e édition a eu lieu en mai 2009 ; ce festival est destiné à mettre en lumière des scènes et des textes nationaux de Serbie. Il organise aussi le JoakimInterFest, ou « Festival international de théâtre des petites scènes » (en serbe : Međunarodni pozorišni festival malih scena), créé en 2006. Tous les 15 février a lieu le Dan teatra, la « Journée du théâtre ». À cette occasion, le théâtre décerne deux récompenses aux plus éminentes personnalités du théâtre serbe, dramaturges, acteurs, metteurs en scène, scénographes, compositeurs etc. : la Statuette de Joakim Vujić (en serbe : Statueta Joakim Vujić) et l'Anneau avec la figure de Joakim Vujić (Prsten sa likom Joakima Vujića) ; à ces récompenses s'ajoute le prix annuel du Knjazevsko-srpski teatar. Outre le Knjaževsko-srpski teatar, Kragujevac possède également un Théâtre pour enfants (en serbe : Позориште за децy et Pozorište za decu), ainsi que quelques autres lieux consacrés à l'art dramatique comme la Grande scène du Centre culturel des étudiants ou la Salle solennelle du Premier lycée.

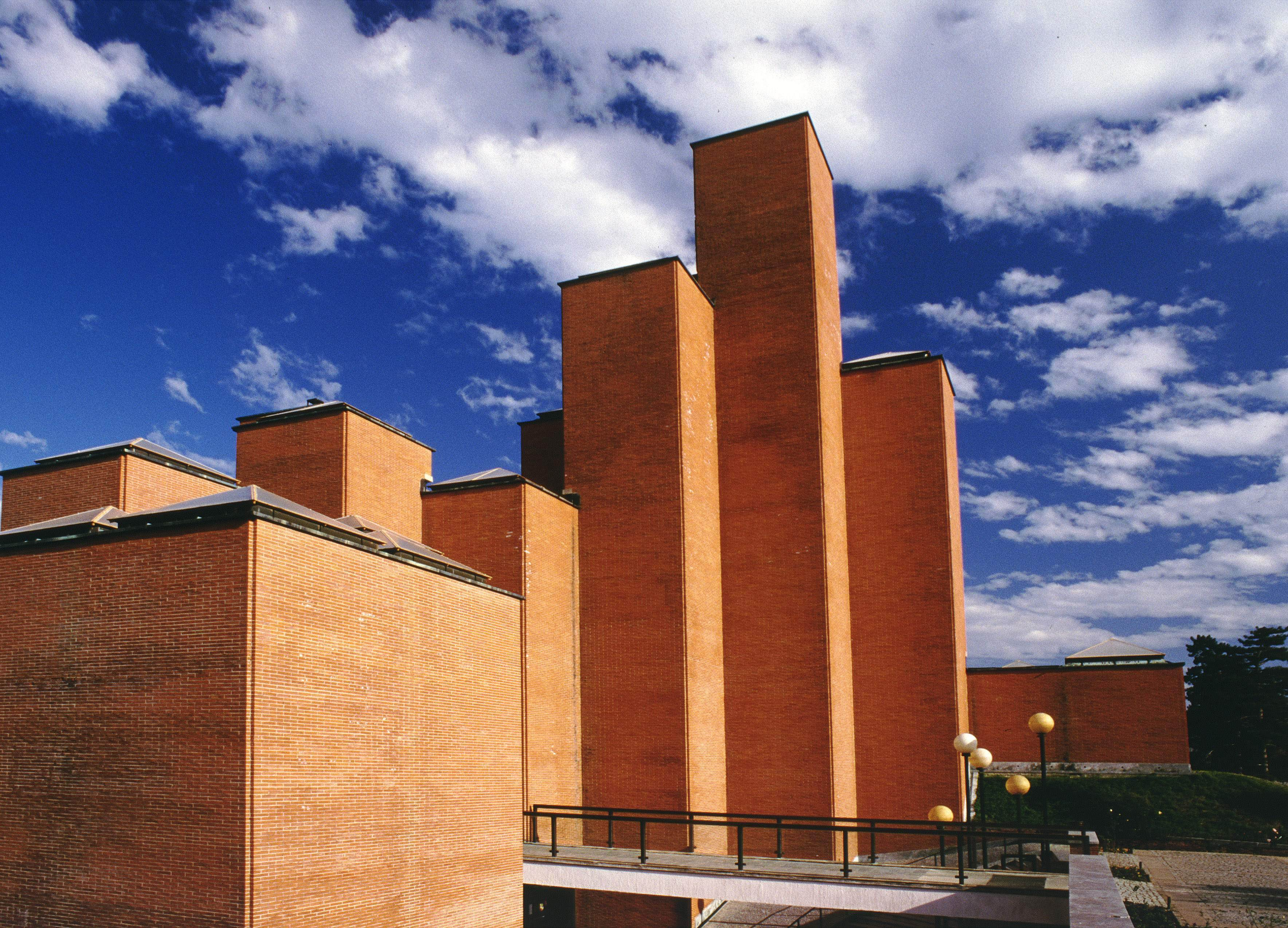
Le musée mémorial du 21 octobre à Kragujevac

L'un des hauts lieux culturels de la ville de Kragujevac est constitué par l'ensemble mémorial du Parc de Šumarice et du musée du 21 octobre, qui commémore le massacre de Kragujevac du 21 octobre 1941. Le parc a été créé en 1953]; il couvre une superficie de 344 ha et a été dessiné par les architectes Mihajlo Mitrović et Radivoje Tomić. Il abrite 12 sculptures monumentales, dont la plus célèbre est le Monument des élèves et des professeurs exécutés (en serbe cyrillique : Споменик стрељаним ђацима и професорима), connue sous le nom des Ailes brisées ; cette œuvre en pierre et en béton, réalisée en 1963 par le sculpteur Miodrag Živković, est devenue un des symboles de la ville de Kragujevac. Le musée, situé dans le parc, abrite une bibliothèque, ainsi que des documents afférents au massacre de Kragujevac, dont une importante collection de photographies. Deux collections y sont également présentées, l'une consacrée à la série Kragujevac 1941 de Petar Lubarda, l'autre consacrée aux sculptures de Dragan Panić. Il organise également des expositions temporaires dans le cadre de manifestations appelées Ponts des Balkans (Мостови Балкана/Mostovi Balkana).
Le musée national de Kragujevac a été officiellement créé le 1er juin 1949 en tant que musée régional et il a ouvert ses portes le 8 juillet 1851 ; ses collections sont réparties entre plusieurs sites : le konak Amidža (en serbe : Amidžin konak), la résidence du prince Michel (Konak kneza Mihaila), la galerie d'art (Umetnička galerija), la maison Ljubicz Filipović (Kuća Ljubice Filipović), la maison du prêtre Miloja Barjaktarevića (Kuća prote Miloja Barjaktarevića), l'Ancien parlement (Stara skupština), la galerie moderne (Moderna galerija), ainsi que deux maisons mémoriales, l'une à Dulene, l'autre à Grošnica. Il est constitué de 4 départements : archéologie, ethnologie, histoire et histoire de l'art. La Préhistoire est représentée par un ensemble d'environ 100 000 pièces, dont la plupart proviennent des fouilles effectuées dans la région de Kragujevac et qui sont caractéristiques de la culture de Vinča. Le musée conserve également une importante collection de peinture serbe des XIXe et XXe siècles,,.
La Bibliothèque nationale Vuk Stefanović Karadžić a été fondée en 1866. Les Archives historiques de la Šumadija (en serbe : Istorijski arhiv Šumadije) conservent des documents en provenance des sept municipalités du district de Šumadija ; sur plus de 700 m linéaires, quelque 700 000 documents originaux y sont abrités. Le musée Stara Livnica est situé à l'intérieur de l'enceinte de l'usine Zastava, dans une ancienne fonderie où l'on fabriquait des armes ; ses collections, qui comptent environ 6 000 objets, présentent l'histoire du développement industriel de Kragujevac et de la Serbie. Kragujevac est encore le siège de l'association culturelle Abrasević, fondée en 1904 ; on[Qui ?] y trouve également un American Corner qui a ouvert ses portes le 6 mai 2005.
Outre le JoakimFest et le JoakimInterFest, la ville accueille un certain nombre de festivals, dont le Festival international de chœurs de chambre créé en 1995 par le Chœur académique Liceum, le Festival de musique de chambre Oktoh, le Salon de la caricature contre la guerre (Salon antiratne karikature), dont la 15e édition a eu lieu en septembre 2009,, le Festival international de l'artisanat, ainsi qu'un Festival international de jazz et le Festival international de marionnettes Zlatna iskra.

## Sport

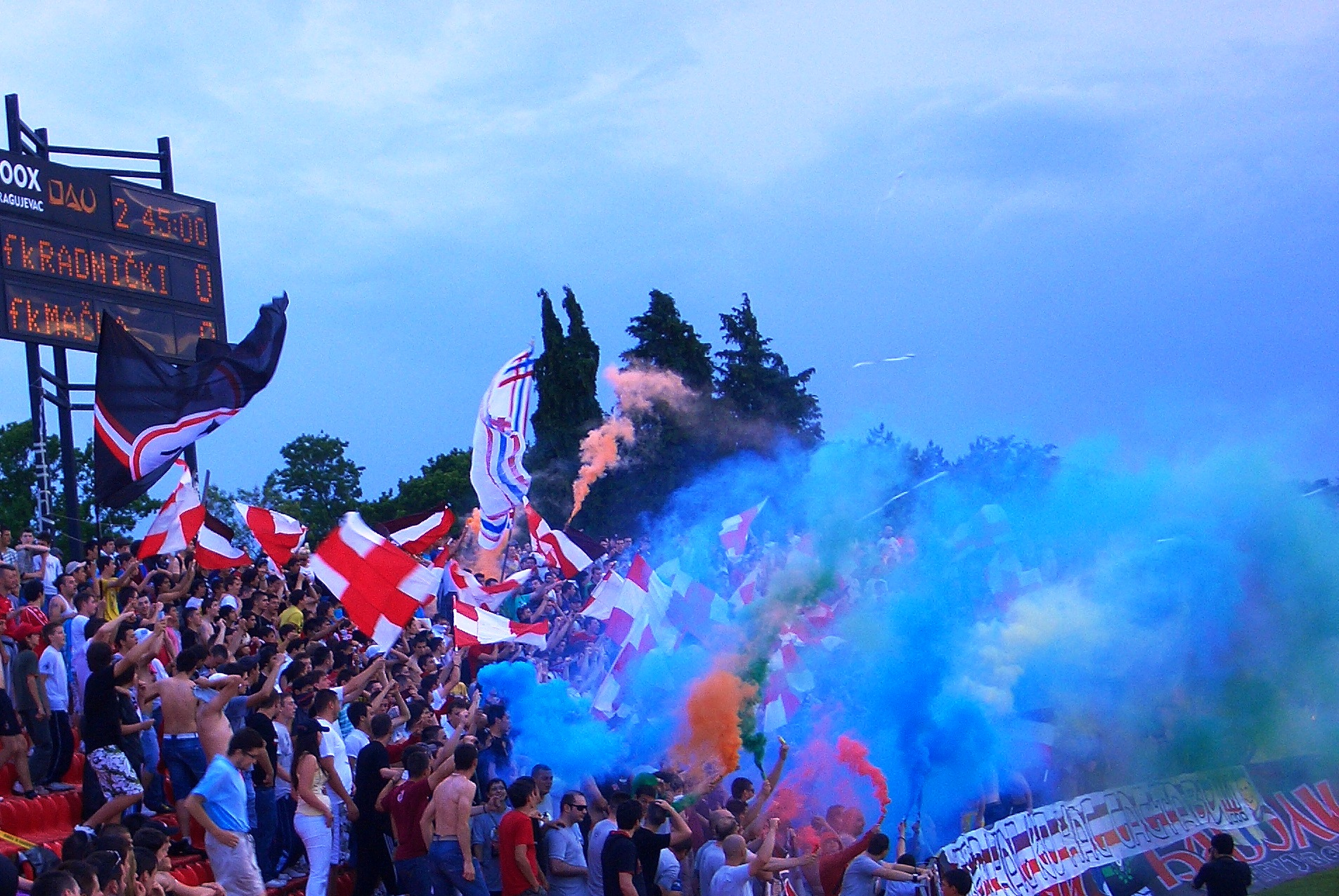
Les Diables rouges de Kragujevac

Le premier club de football de Kragujevac a été créé en 1903 et portait le nom de Šumarice. Aujourd'hui, la ville possède plusieurs clubs de football, dont le plus important est le FK Radnički Kragujevac, créé en septembre 1923 dans une kafana locale sous le nom de Mladi Radnik, « Jeune travailleur » ; il a pris son nom actuel le 17 septembre 1929 ; il est particulièrement connu pour la ferveur de ses partisans surnommés les « Diables rouges » (en serbe : Crveni Đavoli). Le football est également représenté par le FK Arsenal Kragujevac et le FK Erdoglija Kragujevac. D'autres clubs viennent animer la vie sportive de Kragujevac, comme l'OK Radnički Kragujevac, un club de volley-ball masculin, créé en 1945, le KK Radnički Kragujevac, un club de basket-ball ou le Kragujevac Wild Boars, un club de football américain. La ville possède également de nombreux autres clubs, notamment de handball, de boxe, de lutte, d'athlétisme, de tir ou de tennis.
Parmi les installations sportives les plus importantes de la ville figure le Stadion Čika Dača, un stade omnisports qui accueille notamment les matchs du FK Radnički ; construit en 1957, il couvre une superficie de 50 000 m2 et possède une capacité de 22 000 places ; il est également utilisé pour des concerts. Ce stade, rénové en 2007, est géré par l'association Sportski centar Mladost, le « Centre sportif de la Jeunesse », qui a été créée le 1er juin 1971 pour entretenir et construire les installations sportives de la ville et pour offrir à ses habitants des activités récréatives et sportives. Les Gradski bazeni, « piscines municipales », sont un complexe sportif situé près du Veliki park (le « Grand parc ») et à proximité du Stadion Čika Dača ; construit en 1971, l'ensemble couvre une superficie de 35 000 m2 et est organisé autour d'une piscine olympique, avec des tribunes pouvant accueillir 3 000 spectateurs ; on[Qui ?] y trouve également un bassin pour les enfants, ainsi que des terrains de tennis et de basket-ball. La Sportska Hala Jezero, officiellement inaugurée en octobre 1978, est la plus grande salle de sport de Kragujevac ; elle peut recevoir 3 570 spectateurs ; elle accueille des matchs de handball, de basket-ball et de volley-ball et abrite un restaurant. Parmi les autres installations sportives de la ville, on peut citer les stades de football de Bubanj et de Palilula, les Terrains pour les petits sports (en serbe : Tereni za male sportove) ou encore les Terrains de tennis et de beach-volley du parc des Héros (Tereni za tenis i bič volej u parku Heroja). L'association Srpski Centar Mladost est également responsable de la plage de Šumarice, un des lieux de loisirs privilégiés des habitants de Kragujevac.

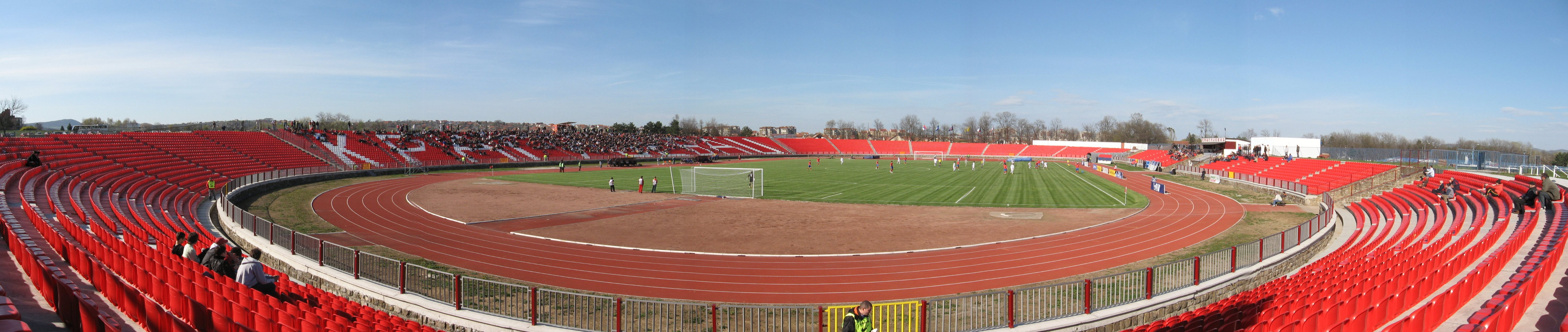
Le stade Čika Dača

## Éducation
Kragujevac possède des institutions éducatives allant de l'école élémentaire à l'université. La ville dispose ainsi de 20 écoles élémentaires (en serbe : osnovne škole) et de 8 écoles moyennes (srednje škole), correspondant grosso modo aux établissements d'études secondaires en France. Parmi ces établissements, le premier lycée de Kragujevac (Prva kragujevačka gimnazija), créé en 1833, est le plus ancien de ce type en Serbie ; les bâtiments qui l'abritent aujourd'hui ont été construits entre 1884 et 1888, ; il accueille 1 124 élèves encadrés par 86 professeurs. En plus du Premier lycée, la ville compte aussi un Second Lycée (Druga kragujevačka gimnazija), une école d'économie, l'école de médecine Sestre Ninković, deux écoles techniques, une école polytechnique et l'école de commerce et de restauration Toza Dragović ; à cet ensemble s'ajoutent trois écoles spéciales (specijalne škole), dont une pour les élèves malentendants (Škola za učenike oštećenog sluha) et l'école de musique Miloje Milojević.

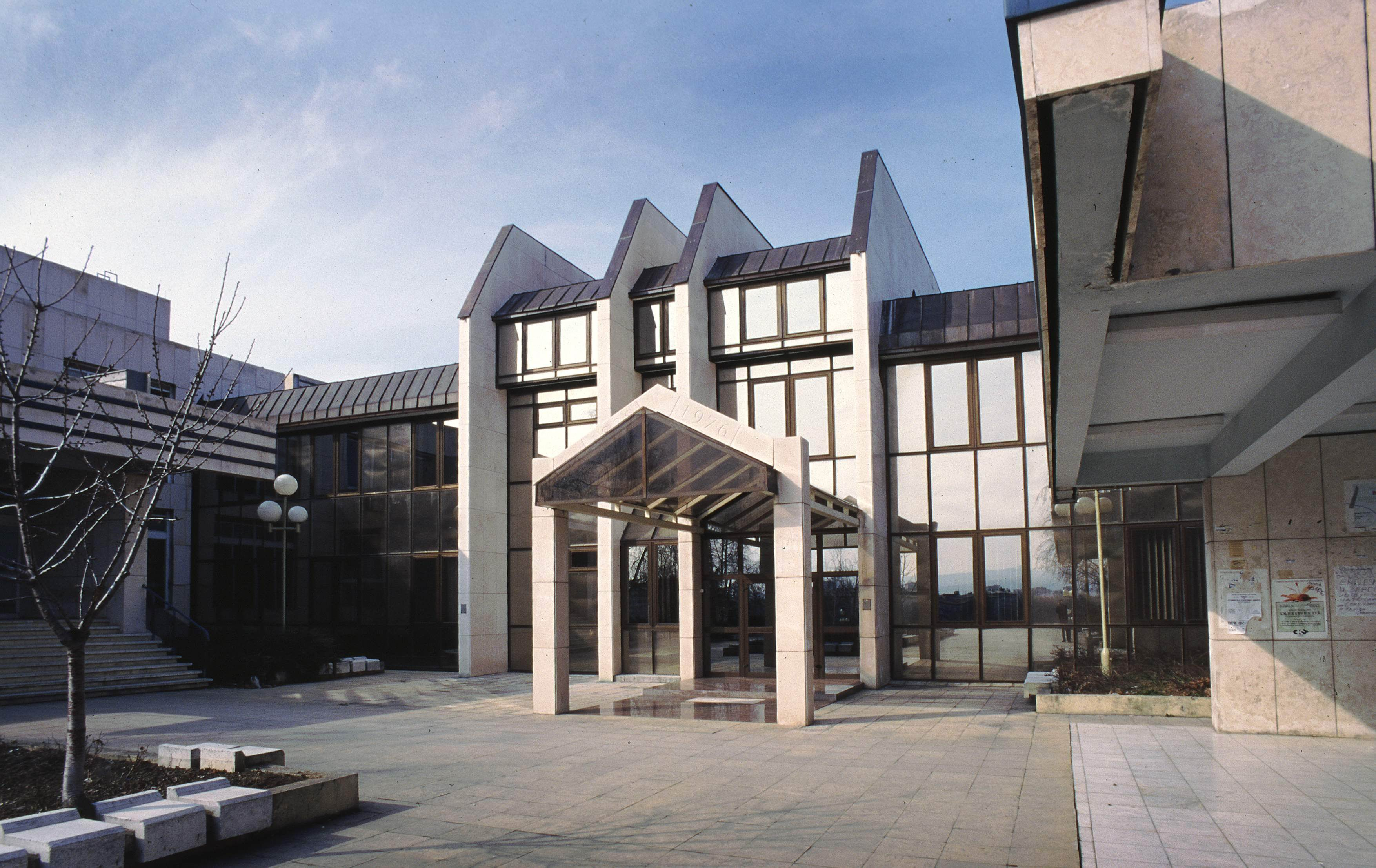
L'université de Kragujevac

Dans sa configuration actuelle, l'université de Kragujevac a été officiellement instituée le 21 mai 1976 mais son origine remonte en fait à la première moitié du XIXe siècle, lorsqu'en 1838, le prince Miloš Obrenović a créé dans la ville le Lycée, la première institution d'enseignement supérieur de la principauté de Serbie. En 1841, quand Belgrade devint la capitale du pays à la place de Kragujevac, le Lycée y fut transféré ; en 1863, il fut appelé la Haute école, établissement qui, en 1905, devint l'université de Belgrade. L'actuelle université fut recréée en 1960 comme une annexe de l'université belgradoise,. L'université de Kragujevac comprend aujourd'hui 11 facultés, dont six sont situées dans la ville : génie mécanique, économie, sciences naturelles et mathématiques, droit, médecine, philologie et beaux-arts ; les facultés de technologie et d'agriculture se trouvent à Čačak ; une seconde faculté de génie mécanique est implantée à Kraljevo ; une faculté de formation des maîtres est implantée à Užice et une faculté de pédagogie à Jagodina. Elle accueille 14 000 étudiants, encadrés par 1 000 professeurs.

## Économie

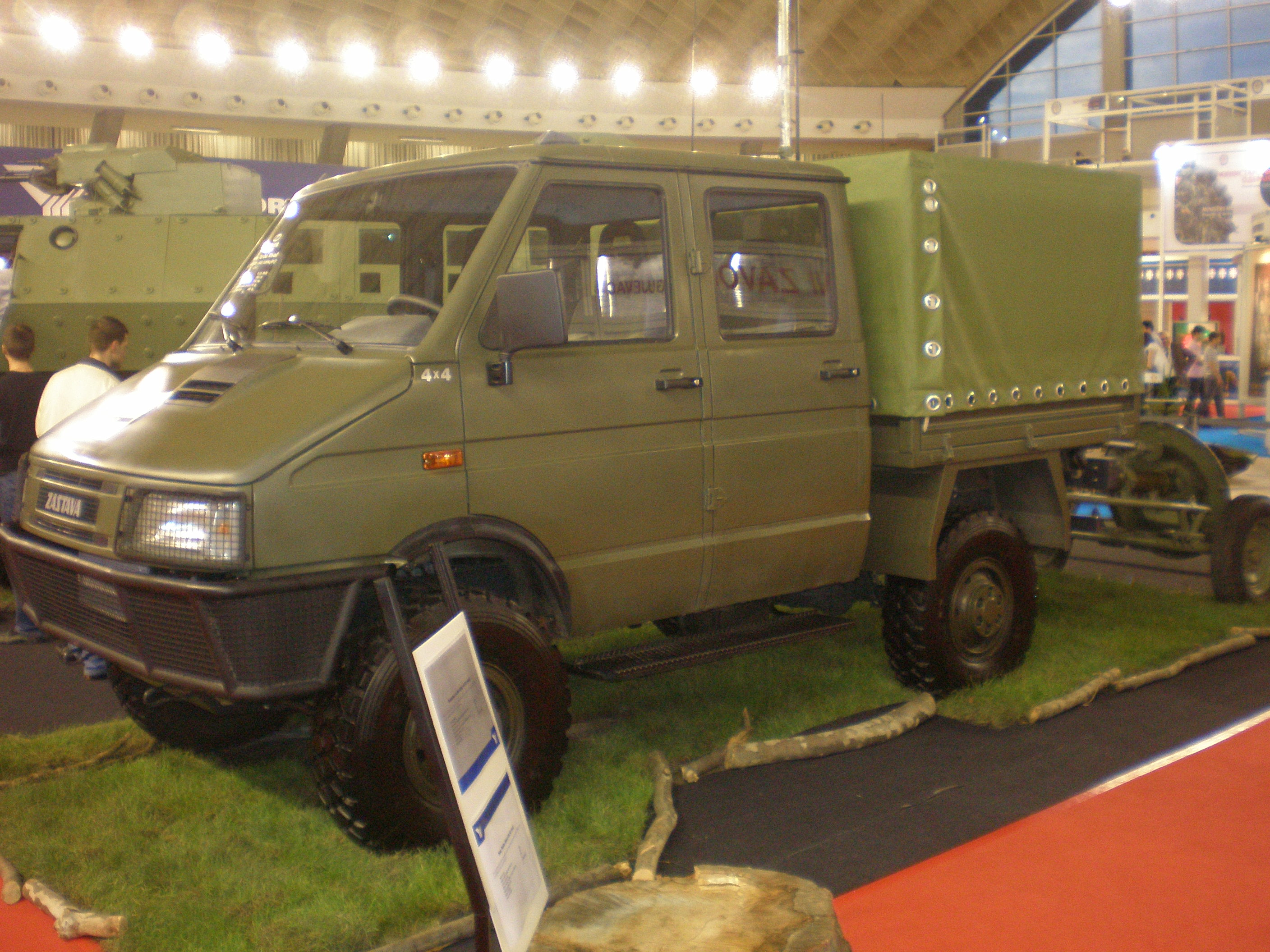
Un 4x4 et camion militaire Zastava New Turbo Rival

L'activité industrielle de Kragujevac est dominée, depuis l'époque de la république fédérative socialiste de Yougoslavie, par le grand groupe Zastava, créé en 1953. L'entreprise publique est aujourd'hui devenue une holding, ce qui permet la privatisation progressive de ses activités. Zastava Automobiles (en serbe : Zastava Automobili) est le plus grand constructeur automobile de Serbie ; il produit ou a produit des véhicules comme la Yugo, la Florida, la Zastava 10 (Punto sous licence Fiat) ainsi que la Skala. Dans le secteur de l'automobile, Zastava tapacirnica, qui fabrique des pièces et accessoires, et la société Zastava promet, qui vend des véhicules automobiles, sont deux filiales de Zastava privatisées et cotées à la Bourse de Belgrade,. Zastava Kamioni est la société spécialisée dans la construction de camions ; elle produit, entre autres, des véhicules sous la marque Iveco. Le 29 septembre 2008, Fiat signe un accord avec le gouvernement de Serbie prévoyant un investissement de 700 millions d'euros, la coentreprise étant ainsi détenue à hauteur de 67 % par le groupe italien ; une production de 200 000 véhicules par an est prévue à l'horizon 2010. À cet ensemble d'entreprises s'ajoute Zastava Armement, qui produit des armes légères civiles et militaires, comme le pistolet Zastava M57.
En dehors de Zastava, la ville possède de nombreuses autres entreprises, comme Blažeks, créée en 1990 et qui fabrique du mobilier de bureau, ou Nameštaj Ćuković, créée en 1996 et qui fabrique des sièges (fauteuils, canapés etc.). L'industrie agroalimentaire est représentée par la société Kuč, fondée en 1992 et qui vend du lait et des produits laitiers. La société Prizma produit des équipements médicaux et, notamment, des nébuliseurs à ultra-sons. Wensy et Sanex représentent l'industrie textile et la société Panta rei fabrique des chaussures. La société Kvin, quant à elle, est une entreprise commerciale qui stocke et distribue des produits de consommation pour les magasins de détail de la région de la Šumadija qui représente un marché d'environ un million d'habitants.
Dans le domaine des services, Kragujevac est le siège de la société Takovo osiguranje, qui travaille dans le domaine des assurances ; cette compagnie d'assurances, qui dispose de plus de 200 succursales couvrant l'ensemble du territoire de la Serbie, possède la société de courtage Šumadija broker Kragujevac, ainsi que la chaîne de télévision régionale Kanal 9. La ville est également le siège de la banque KBM banka, qui fait partie des entreprises du BELEXline, l'un des trois indices de la Bourse de Belgrade.
Kragujevac constitue également un centre commerçant. On[Qui ?] y trouve toutes sortes de boutiques dans le centre mais aussi de grands centres commerciaux, avec de nombreuses enseignes nationales et internationales. Parmi ces centres, le Roda centar, qui couvre une surface de 30 000 m2, a ouvert ses portes le 31 août 2008 ; outre un grand Roda megamarket, qui propose des articles pour la maison et la cuisine, ainsi que les succursales de grandes banques. Parmi les autres centres commerciaux, on[Qui ?] peut citer les centres Prostor, Abrašević, City Passage, Gradski dom, Zlatna Ruža et Centrotextil, ou encore le grand centre Metro Cash & Carry. La société israélienne Plaza Centers, filiale de la multinationale Elbit Imaging, a investi dans la construction d'un grand centre commercial appelé Plaza centar pour une valeur de 50 millions d'euros ; ce centre, encore en construction, devrait être achevé en 2011 et s'étendre sur 24 500 m2 et devrait employer 1 000 personnes ; le terrain n'a pas été vendu par la ville mais loué pour une période de 99 ans.

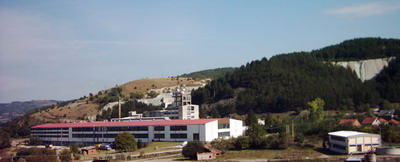
L'usine de papier Stragarit, à Stragari

Contrairement aux autres municipalités de la Ville de Kragujavec, la municipalité de Stragari est essentiellement rurale. On[Qui ?] y pratique la culture des fruits et des légumes ; c'est également une zone d'élevage. Sur son territoire se trouve une mine d'amiante. La plus importante entreprise du secteur est l'entreprise Stragarit, qui fabrique des cartonnages et des produits isolants. Dans le village de Ljubičevac, sur les pentes du mont Rudnik, se trouve l'usine d'embouteillage de l'eau minérale Bistra.
Chaque année a lieu la Foire de Šumadija, une rencontres économiques de Serbie comme celles de Belgrade et de Novi Sad, et qui est organisée à Kragujevac.

## Tourisme

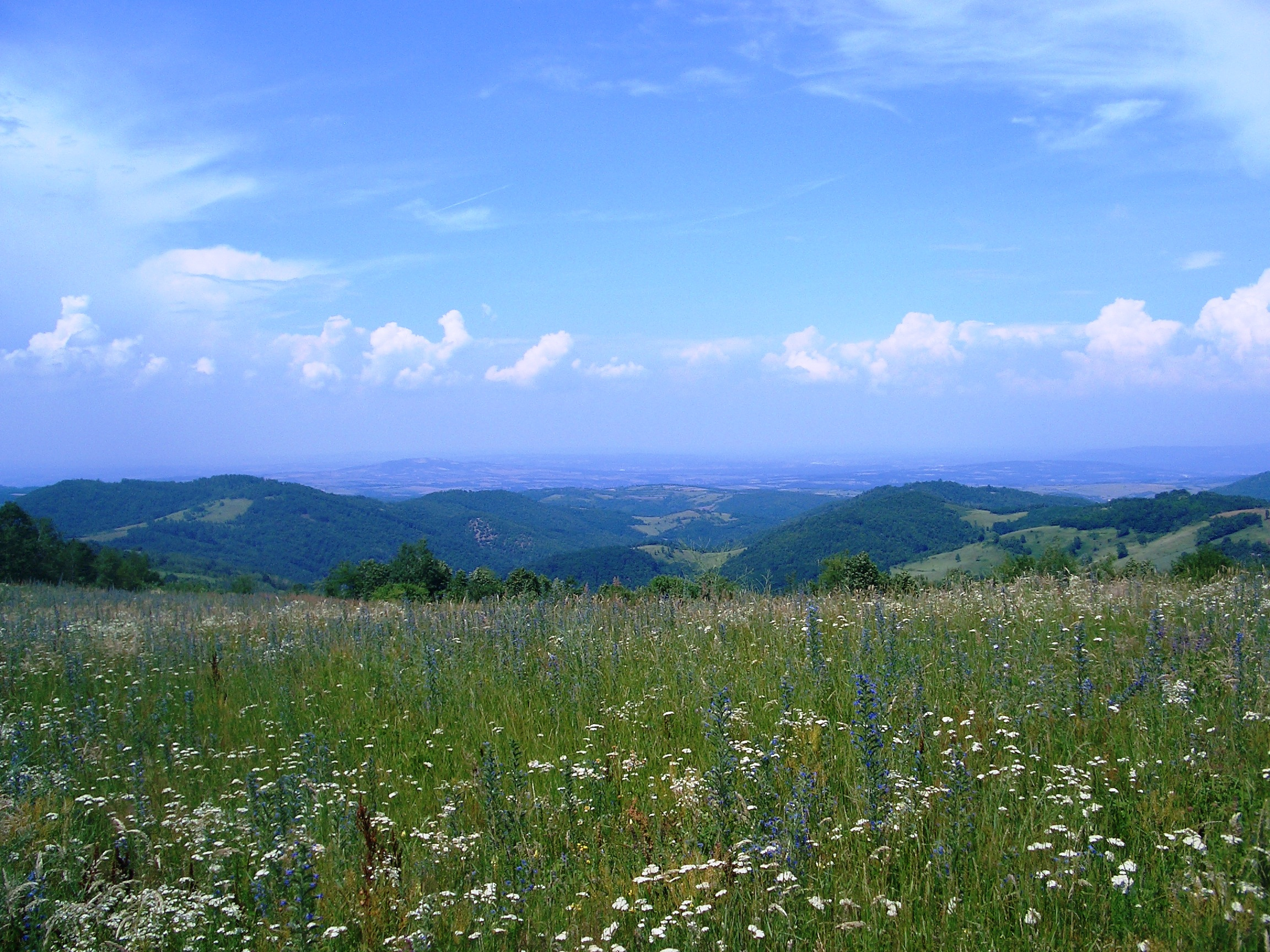
La région de Šumadija près de Kragujevac

Kragujevac offre des possibilités d'hébergement pour les touristes, hôtels et pensions, comme la Pansion President située dans le centre ancien, un des établissements les plus luxueux de la ville-. Outre ses salles ou terrains de sport, Kragujevac possède également une plage située au bord du lac Šumarice, à 3 km du centre en direction de Gornji Milanovac. On[Qui ?] y trouve aussi des espaces verts, dont le Veliki park, le « Grand parc », qui a été créé en 1898 et couvre une superficie de 10 ha ; c'est un des lieux de promenade privilégiés des habitants. Une des curiosités de la ville est son Akvarijum, qui a ouvert ses portes le 24 novembre 1999 ; il se trouve dans la Faculté de sciences naturelles et de mathématiques de l'université de Kragujevac et compte 350 aquariums, répartis sur 200 m2 ; on[Qui ?] y abrite des espèces de plantes aquatiques et de poissons des zones tempérées comme des zones tropicales ; il accueille également une écloserie pour certaines espèces menacées-. La ville offre aussi des possibilités pour les noctambules qui peuvent passer la nuit dans des pubs et des discothèques-.
Les montagnes qui entourent Kragujevac, et notamment les monts Rudnik, sont propices à la randonnée ou à la promenade. La chasse y est une activité de loisir privilégiée ; elle est encadrée par des associations comme la Société de chasse Srebrnica (en serbe : Lovačko udruženje Srebrnica) à Stragari, qui étend son activité sur une superficie de 13 188 ha ; on y rencontre par exemple le daim, le mouflon, le sanglier, le lapin, le faisan et la perdrix. La station thermale de Banja Voljavča est également située sur le territoire de la municipalité de Stragari.

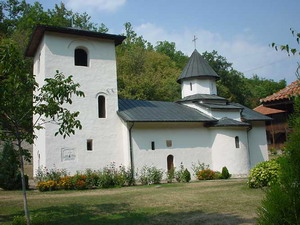
Le monastère de Voljavča, près de Stragari

Les amateurs d'histoire et de culture peuvent visiter le centre ancien et les musées de Kragujevac, ainsi que les nombreux monastères orthodoxes serbes qui se trouvent dans le voisinage de la ville. Parmi ceux-ci, on peut citer les monastères de Divostin et de Drača, qui se trouvent sur le territoire de la municipalité de Stanovo. Divostin, situé à 6 km de Kragujevac, a été fondé à l'époque du despote serbe Stefan Lazarević au début du XVe siècle et Drača, situé à 9 km de la ville, créé à une date inconnue, possède une église dédiée à Saint-Nicolas et construite en 1735 sur le site d'une église plus ancienne. Sur le territoire de la municipalité de Stragari et sur les pentes des monts Rudnik se trouvent trois monastères importants. Le monastère de Voljavča, dédié aux saints archanges Michel et Gabriel, est situé à 7 km de Stragari et a été fondé au XVe siècle par Mihailo Končinović, un puissant seigneur féodal de l'époque, à l'emplacement d'une église remontant au XIe siècle,. Le monastère de l'Annonciation du mont Rudnik, situé à 8 km de Stragari, dédié à l'Annonciation, est mentionné pour la première fois en 1372 et a sans doute été fondé à l'époque du roi Stefan Dragutin (XIVe siècle) ; l'église du monastère abrite une iconostase en bois gravé et peint représentant une Crucifixion datant des années 1690. Le monastère de Petkovica, quant à lui, a été édifié entre la fin du XIIIe siècle et le milieu du XIVe siècle,. D'autres monastères encore sont situés sur le territoire de la ville de Kragujevac : celui de Grnčarica à Korman (XVIe siècle), ceux de Denkovac et de Lipar à Gornja Sabanta, celui de Prekopeča à Prekopeča et ceux de Raletinac et de Sarinac à Velike Pčelice. Tous ces établissements religieux relèvent de l'éparchie de Šumadija.

## Médias
Sur le plan de la presse écrite, Kragujevac possède deux hebdomadaires, Svetlost (« la lumière »), fondé en 1935 et Kragujevačke (« Les (Nouvelles) de Kragujevac »).
Plusieurs stations de radio émettent depuis la ville, avec une diffusion qui, le plus souvent, s'étend sur toute la région de Šumadija (Choumadie). Parmi ces radios, on[Qui ?] peut citer Bravo radio (103.7 MHz), Bis Plus radio (97.9 MHz) ou Bis radio. Radio 9 (95.9 MHz) a commencé ses émissions le 18 février 1996 ; elle diffuse des programmes commerciaux, musicaux, des divertissements mais aussi des informations générales, sportives ou culturelles ; elle revendique près de 250 000 auditeurs. Radio Stari grad, en abrégé, RSG, a été créée en novembre 2006.
Radio Televizija Kragujevac, la « Radio Télévision de Kragujevac », en abrégé RTK, constitue un des ensembles médiatiques les plus importants de la ville ; la station de radio a émis pour la première fois le 18 janvier 1970 et la chaîne de télévision en 1996 ; la chaîne de télévision est diffusée dans les régions de Šumadija et de Pomoravlje. Kanal 9, qui émet dans la Ville de Kragujevac, ainsi que dans les municipalités de Batocina et de Lapovo, est une autre chaîne privée qui appartient à la compagnie d'assurances Takovo osiguranje Kragujevac. Elle diffuse des programmes d'actualité générale et culturelle, ainsi que des divertissements. Parmi les autres chaînes de télévision, on[Qui ?] peut citer RTV IN, TV Lider et NeoMax.

## Transports
Kragujevac est située à l'intersection de la route nationale 23 et de la route magistrale 24 ; par ces deux axes, elle est reliée à l'autoroute serbe A1 (route européenne E 75) ; 28 km vers le nord la séparent ainsi de cette autoroute, qu'elle rejoint un peu au sud de Lapovo en direction de Belgrade et 41 km vers le sud au niveau de Jagodina en direction de Niš ; la E75 fait partie du corridor 10 qui relie l'Autriche à la Grèce. En direction du sud-ouest, la route magistrale 24 rejoint la route européenne E 761 après une quarantaine de kilomètres de parcours qui fera également partie de la future autoroute serbe A5 ; la E761 se dirige vers l'ouest vers la Bosnie-Herzégovine et passe notamment à Sarajevo et, vers l'est, après Zaječar, elle permet de rejoindre la Bulgarie. Sur le plan ferroviaire, Kragujevac est située sur la ligne Belgrade-Bar, qui permet aussi de rejoindre Budapest vers le nord ou Skopje et Thessalonique vers le sud. La ville elle-même ne possède aucun aéroport international. L'aéroport Nikola Tesla de Belgrade est situé à 140 km et l'aéroport Constantin le Grand de Niš à 160 km,.
La première ligne d'autobus de Kragujevac a été créée en 1935 et, en 1939, 80 véhicules assuraient le service de transport urbain ; à cette époque, le règlement précisait que chacun devait être correctement habillé, les hommes portant une cravate et les femmes une robe ou une jupe couvrant leurs genoux lorsqu'elles étaient assises. Les transports publics de la ville sont aujourd'hui assurés par deux compagnies. La société Autosaobraćaj, qui a son siège à Kragujevac et qui est cotée à la Bourse de Belgrade, est la plus importante d'entre elles ; créée en 1946, elle a reçu son nom actuel en 1961 ; elle transporte chaque jour plus de 30 000 habitants ; compromise dans un certain nombre de scandales, elle est aujourd'hui menacée de faillite. L'autre société de transport desservant la Ville porte le nom de Vulović et elle est basée à Rekovac. Ces deux compagnies gèrent 24 lignes d'autobus.

## Personnalités liées à Kragujevac
- Miloš Obrenović (1780-1860), prince de Serbie de 1817 à 1839, puis, à nouveau, de 1858 à 1860 ;
- Milan III Obrenović (1819-1839), prince de Serbie en 1839 ;
- Michel III Obrenović (1823-1868), prince de Serbie ;
- Milan IV Obrenović (1854-1901), prince de Serbie ; il fut roi de Serbie à partir de 1882 sous le nom de Milan Ier ;
- Nikola Pašić (1845-1926), homme politique serbe (ancien Premier ministre, ancien maire de Belgrade) ;
- Radomir Putnik (1847-1917), un soldat des guerres balkaniques ;
- Jovan Ristić (1831-1899), homme politique serbe (ancien Premier ministre) ;
- Vuk Stefanović Karadžić (1787-1864), écrivain et linguiste serbe ;
- Joakim Vujić (1772-1847), dramaturge serbe ;
- Đura Jakšić (1832-1878), écrivain, poète et peintre serbe ;
- Radoje Domanović (1873-1908), écrivain serbe ;
- Svetozar Marković (1846-1875), homme politique serbe (militant socialiste) ;
- Dragoslav Srejović (1831-1996), un archéologue, un historien et un académicien serbe, spécialiste de la Préhistoire ;
- Mija Aleksić (1923-1995), un acteur célèbre né à Gornja Crnuća près de Kragujevac ;
- Vidosav Stevanović (1942-), écrivain, dramaturge et journaliste serbe ;
- Predrag Đorđević (1972-), footballeur international serbe (37 sélections et 1 but entre 1998 en 2006) ;
- Nikola Lončar (1972-), joueur serbe de basket-ball ;
- Tomislav Nikolić (1952-), homme politique serbe (membre du parti radical serbe) ;
- Nemanja Pejčinović (1987-), footballeur international serbe ;
- Katarina Bulatović (1984-), handballeuse internationale.

## Coopération internationale
Kragujevac est officiellement jumelée à 9 villes, dont 8 sont européennes :
- Suresnes (France) depuis 1967
- Piteşti (Roumanie) depuis 1971
- Ohrid (Macédoine) depuis 2002
- Bydgoszcz (Pologne) depuis 1971
- Bielsko-Biała (Pologne) depuis 2002
- Springfield (États-Unis) depuis 2002
- Reggio Emilia (Italie) depuis 2004
- Karlovac (Croatie)
- Mogilev (Biélorussie) depuis 2006

Autres rapprochements :
- Trenčín (Slovaquie)
- Carrare (Italie)
- Bat Yam (Israël) depuis 1992
- Drama (Grèce)
- Hanovre (Allemagne)
- Ingolstadt (Allemagne) depuis 2003
- Mostar (Bosnie-Herzégovine)
- Foča (Bosnie-Herzégovine)
- Opole (Pologne)
- Sinchon (Corée du Nord)

Depuis 1987, Kragujevac fait partie de l'Association internationale des villes messagères de la paix. La ville participe également au projet mis en place par la convention d'Aarhus, dont « l'objectif est d'établir une coopération entre les citoyens et les gouvernements locaux et [de] favoriser les processus démocratiques dans le domaine de la protection de l'environnement ».